# Goodea
Goodea is een geslacht van straalvinnige vissen uit de familie van de levendbarende tandkarpers (Goodeidae).

## Soorten
- Goodea atripinnis Jordan, 1880
- Goodea gracilis Hubbs & Turner, 1939
- Goodea luitpoldii (Steindachner, 1894)